# Hyporhamphus gernaerti
Hyporhamphus gernaerti är en fiskart som först beskrevs av Valenciennes, 1847.  Hyporhamphus gernaerti ingår i släktet Hyporhamphus och familjen Hemiramphidae. Inga underarter finns listade i Catalogue of Life.